# Joe Manchin
Joseph Manchin III, detto Joe (Farmington, 24 agosto 1947), è un politico statunitense, senatore per lo stato della Virginia Occidentale dal 2010 al 2025 e in precedenza governatore dello stesso stato dal 2005 al 2010. Di origine italoamericana, Manchin è sempre stato convintamente un membro del Partito Democratico, sebbene sia stato uno dei massimi esponenti della corrente conservatrice del partito, con posizioni conservatrici sulle questioni sociali e ambientali, orientamento che da sempre i democratici della Virginia Occidentale, stato rurale e conservatore, hanno manifestato nelle cariche pubbliche ed elettive. 
Per questo motivo, Manchin è stato per la gran parte della propria permanenza al Senato una figura chiave per l'approvazione delle leggi, visto il suo approccio bipartisan, specialmente nei periodi di maggioranza risicata per i democratici o per i repubblicani.

## Biografia
Secondo di cinque figli, Manchin nacque nella Virginia Occidentale da padre italoamericano (il nonno Joe era originario di San Giovanni in Fiore in provincia di Cosenza; il cognome originale era Mancina, ma è stato anglicizzato) e madre cecoslovacca. La sua famiglia era attiva in ambito politico con il Partito Democratico e sia suo padre che suo nonno avevano ricoperto la carica di sindaco del loro paese. Ha costruito parte della sua fortuna come commerciante di carbone gestendo Enersystem, una società che ha fondato nel 1989. Ha ceduto la leadership del gruppo a suo figlio quando è entrato in politica, ma detiene ancora azioni del valore di oltre 1 milione di dollari nel 2021. Durante la sua carriera politica, è stato coinvolto nella difesa degli interessi delle industrie di combustibili fossili.

## Carriera politica
Dopo gli studi anche lui intraprese la strada della politica e nel 1982 venne eletto all'interno della legislatura statale della Virginia Occidentale. Vi rimase fino al 1996, quando cercò di farsi eleggere governatore senza riuscirvi. Nel 2000 tuttavia venne eletto Segretario di Stato della Virginia Occidentale, una carica che in precedenza era stata occupata anche da suo zio James. Nel 2004 Manchin annunciò la sua candidatura a governatore contro il compagno di partito in carica Bob Wise, che tuttavia decise di ritirarsi dalla competizione, consentendo a Manchin di farsi eleggere piuttosto facilmente.
Manchin venne rieletto nel 2008 per un secondo mandato. Nel 2010 il senatore in carica da cinquantasette anni Robert Byrd morì, lasciando vacante il seggio. In quanto governatore Manchin aveva il compito di nominare un successore provvisorio fino alle elezioni successive e scelse per il posto il suo giovane collaboratore Carte Goodwin. In occasione delle elezioni, Goodwin decise di non presentarsi e così Manchin annunciò la propria candidatura. Il governatore riuscì ad essere eletto senatore e successivamente ottenne un mandato completo nel 2012.
Manchin è giudicato un democratico molto moderato, di stampo conservatore ed è membro della National Rifle Association of America. Risulta il democratico che ha votato più volte con la politica del presidente Trump avendo un record del 74% delle votazioni a favore dell'amministrazione. Dal punto di vista politico, si definisce un "Democratico conservatore della Virginia Occidentale". Joe Manchin è liberale sulle questioni economiche e conservatore sulle questioni sociali. È contrario all'aborto e sostiene l'uso delle armi senza nessuna limitazione
Sotto il presidente Joe Biden, si oppone all'introduzione di una tassa sugli ultra-ricchi e all'aumento delle tasse sulle imprese. Ha anche combattuto una proposta per estendere il congedo di maternità e paternità ed è riuscito a costringere il governo ad abbassare il livello dei sussidi di disoccupazione. È stato determinante nell'impedire il passaggio del piano Build Back Better, che includeva grandi piani di investimento, costringendo Joe Biden, un democratico centrista, a tagliare i fondi a metà in modo che potesse passare il Senato.
Durante il suo mandato di governatore, si è opposto alle politiche ambientali di Obama e ha fatto causa all'Agenzia federale per la protezione dell'ambiente (anche contro i regolamenti sull'estrazione mineraria di rimozione della montagna). Si è impegnato ad opporsi alle restrizioni sulle emissioni di gas serra, alla creazione di un sistema di scambio di emissioni e all'introduzione di una carbon tax. Nel 2017 ha accolto con favore la decisione di Donald Trump di ritirarsi dall'accordo di Parigi sul clima. Tre anni dopo, ha messo in discussione la decisione di Joe Biden di rientrare nell'accordo. Ha anche criticato il presidente democratico per la sua scelta di fermare l'oleodotto Keystone. Nel 2021 ha contribuito a impedire l'adozione di un programma di riduzione delle emissioni di gas a effetto serra.
È il senatore che ha ricevuto più finanziamenti per la campagna dall'industria del petrolio e del gas, secondo il sito web OpenSecret, che traccia la quantità di denaro speso dalle lobby a Washington. Sempre secondo OpenSecrets.org, nel 2018 il patrimonio netto di Manchin era di oltre 7,6 milioni di dollari. Di dichiarate origini italiane, fa parte della Italian American Congressional Delegation. Il 9 novembre 2023, Manchin annuncia la propria rinuncia a ricandidarsi per un nuovo mandato da senatore nelle elezioni del 2024, e il ritiro dalla vita politica.

## Vita privata
Manchin ha sposato Gayle Heather Conelly il 5 agosto 1967. Insieme hanno tre figli: Heather Bresch (sino al 2020 amministratore delegato (CEO) della società farmaceutica olandese Mylan), Joseph IV e Brooke. È cattolico.
Nel 2006 e nel 2010, Manchin ha tenuto discorsi di apertura alla Wheeling Jesuit University e al Davis & Elkins College, ricevendo lauree honoris causa da entrambe le istituzioni.
Nel dicembre 2012, Manchin ha espresso il suo disappunto per il nuovo reality show di MTV Buckwild, ambientato nella capitale del suo stato d'origine, Charleston, e ha chiesto al presidente della rete di annullare lo spettacolo, che, secondo lui, raffigurava la Virginia Occidentale in modo negativo e irrealistico. Lo spettacolo si è concluso dopo la sua prima stagione.
In una causa intentata nel luglio 2014, John Manchin II, uno dei fratelli di Manchin, ha citato in giudizio Manchin e l'altro fratello, Roch Manchin, per un prestito di 1,7 milioni di dollari. La causa affermava che Joe e Roch Manchin avevano preso in prestito i soldi per tenere aperte le porte dell'azienda di tappeti a conduzione familiare gestita da Roch, che nessuna parte del prestito era stata ancora rimborsata e che gli imputati avevano adottato altre misure per eludere il risarcimento di John. Manchin II per mancato pagamento. John Manchin II ha ritirato la causa il 30 giugno 2015.
Manchin guida una Maserati e vive su una casa galleggiante nel fiume Potomac quando è a Washington.